# Liste der Monuments historiques in Le Lauzet-Ubaye
Die Liste der Monuments historiques in Le Lauzet-Ubaye führt die Monuments historiques in der französischen Gemeinde Le Lauzet-Ubaye auf.

## Liste der Bauwerke
| Bezeichnung                 | Beschreibung              | Standort | Kennzeichnung | Schutzstatus | Datum | Bild           |
| --------------------------- | ------------------------- | -------- | ------------- | ------------ | ----- | -------------- |
| Brücke, genannt Römerbrücke | Erbaut im 14. Jahrhundert | (Lage)   | PA00080410    | Inscrit      | 1987  | weitere Bilder |
| Dolmen von Villard          | Neolithikum               | (Lage)   | PA00080409    | Classé       | 1900  | weitere Bilder |

## Liste der Objekte
- Monuments historiques (Objekte) in Le Lauzet-Ubaye in der Base Palissy des französischen Kultusministeriums